# In-A-Gadda-Da-Vida (album)
In-A-Gadda-Da-Vida er et rockalbum af bandet Iron Butterfly, udgivet i 1968. Albummet findes også som Deluxe Edition cd, med tre versioner af "In-A-Gadda-Da-Vida": det 17 minutter lange studieversion, en 18 minutter lang liveversion, og en cirka tre minutter lang single version. Bortset fra "Termination," er alle sange skrevet af Doug Ingle.

## Spor
Alle sange af Doug Ingle, bortset fra hvor andet er angivet.
1. "Most Anything You Want" –3:44
2. "Flowers And Beads" –3:09
3. "My Mirage" –4:55
4. "Termination" (Brann/Dorman) –2:53
5. "Are You Happy?" –4:29
6. "In-A-Gadda-Da-Vida" –17:03

## Musikere
- Doug Ingle: Orgel, keyboards, clavinet(?), piano, sang.
- Erik Brann: Guitar, violin, sang.
- Lee Dorman: Bas.
- Ron Bushy: Trommer.

## Trivia
- Sangen "Termination" blev ved et uheld stavet som "Terminaton" bag på coveret.
- Sangen In-A-Gadda-Da-Vida er med i The Simpsons afsnittet Bart Sells his Soul. Han udleverer den som en salme i kirken, og ændrer navnet til In The Garden Of Eden af I. Ron Butterfly for at narre præsten.